# TERF
Ne doit pas être confondu avec Turf.
 (Août 2024).
 (août 2022).
Motif : Gros besoin de structurer l'article et d'enlever les références anecdotiques

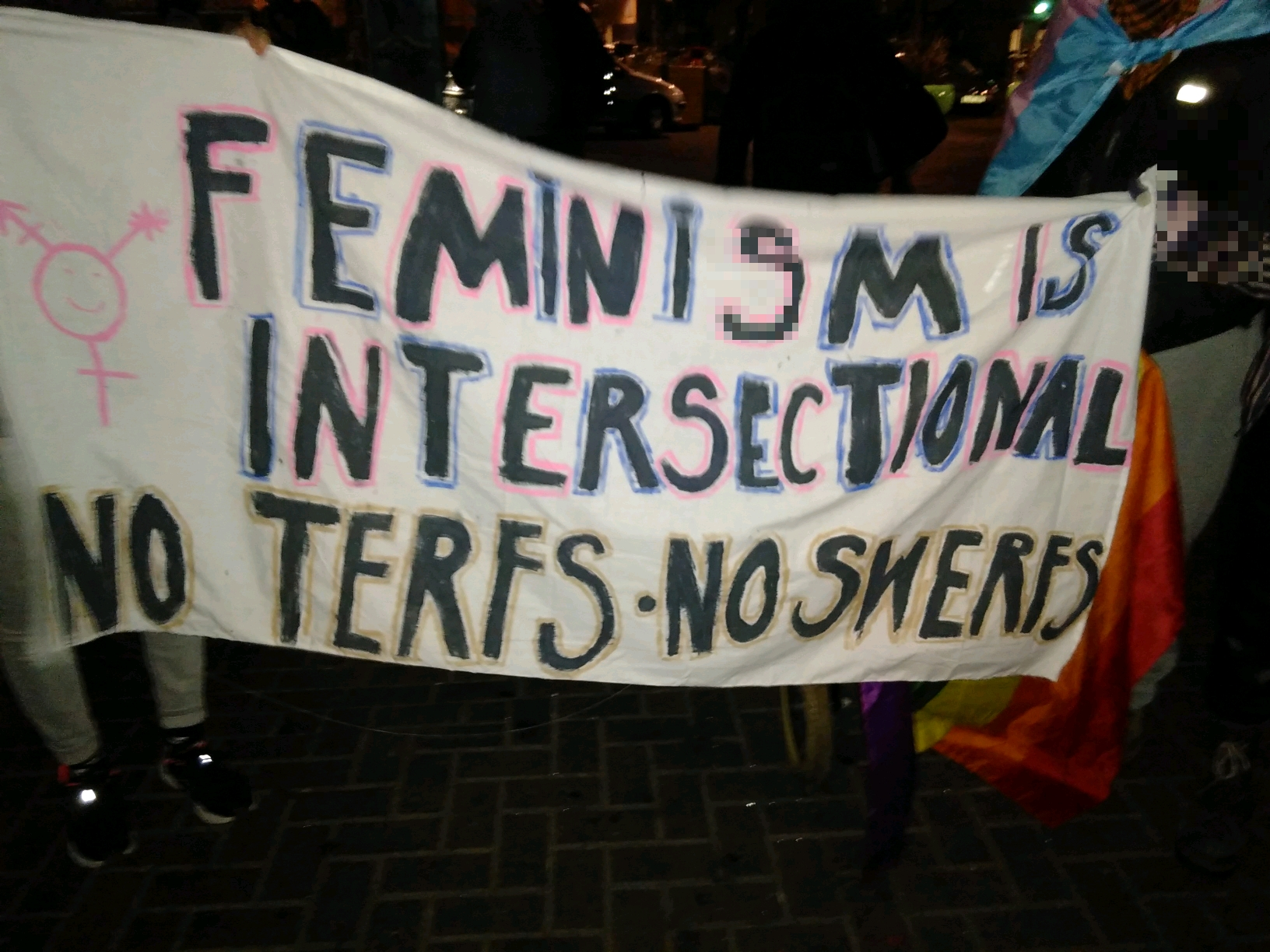
Banderole « Le féminisme est intersectionnel, non aux TERF, non aux SWERF » lors d'une manifestation en 2020 au Royaume-Uni.

TERF ([tɛʁf], également écrit terf), est un acronyme de trans-exclusionary radical feminist (« féministe radicale excluant les personnes trans » en anglais) qui désigne une personne féministe excluant les femmes trans des luttes féministes, car, en se basant exclusivement sur les aspects biologiques, elle considère que les personnes transféminines ne sont pas des femmes et ne partagent pas les problèmes auxquels répond le féminisme. 
L'idéologie TERF est souvent décrite, en particulier par ses critiques, comme relevant de positionnements essentialistes et transphobes. 
Né au Royaume-Uni, le mouvement s'est développé conjointement aux États-Unis et en Europe dans les années 2010. Des liens existent entre les TERF et des mouvements conservateurs, notamment la droite chrétienne américaine, autour de l'opposition aux droits des personnes trans.
Créé en 2008 avec la volonté d'être un terme neutre, le terme TERF a acquis une connotation péjorative, voire d'insulte. Initialement employée pour désigner les féministes radicales trans-exclusives, l'appellation TERF a été étendue à d'autres personnes qui ne sont pas féministes radicales, ni même féministes, mais dont les positions sont jugées transphobes par les féministes trans-inclusifs. Dans les années 2020, certaines personnes qualifiées de TERF préfèrent se nommer féministe critique du genre (gender-critical feminist).   

## Terminologie

### Origine
La blogueuse féministe australienne Viv Smythe est considérée comme la créatrice du terme TERF en 2008 dans un post de blog en réaction à la décision du Michigan Womyn's Music Festival de refuser l'entrée aux femmes trans : elle cherchait à distinguer les féministes TERF du reste du mouvement féministe radical. À sa création, l'acronyme se veut uniquement descriptif : en 2014, Smythe a déclaré qu'elle cherchait alors à « proposer un terme technique et neutre pour décrire un certain groupe d'activistes, en les différenciant des féministes radicales qui se positionnaient de façon neutre ou positive vis-à-vis des personnes trans ». Dans son message initial, elle propose également l'acronyme TES (trans-exclusionary separatists, séparatistes excluant les personnes trans).
Si Viv Smythe a contribué à populariser le terme (notamment sur internet), elle reconnaît que la question de l'inclusion des personnes trans était déjà un sujet de débat parmi les féministes radicales, et que le label TERF aurait même pu être employé auparavant.
Selon Cristan Williams, historienne trans, le terme fait référence à une modalité du féminisme radical « tellement enracinée dans l'essentialisme sexuel et le biologisme qui en résulte, qu'il milite activement contre l'existence, l'égalité et/ou l'inclusion des personnes trans. » Dans The New York Times en 2019, la théoricienne féministe Sophie Lewis (en) utilise le néologisme « TERFism » pour décrire le féminisme anti-trans au Royaume-Uni. Sophie Lewis ajoute que le TERFism fait partie intégrante de l'histoire du féminisme car son déterminisme biologique provient directement du féminisme fasciste du début du XXe siècle, du système colonial britannique et de sa classification racialiste et stricto-biologique des humains.

### Évolution du terme
Le mot TERF est depuis utilisé pour décrire les féministes qui soutiennent des positions considérées comme transphobes,,,, telles que l'opposition aux droits des personnes trans et à l'inclusion des femmes trans dans les espaces en non-mixité,,, les listes politiques réservées aux femmes, opinions généralement fondées sur le refus de considérer que les femmes trans sont des femmes.
En 2021, le sociologue britannique trans Finn Mackay (en) note que l'appellation TERF s'est répandue dans les espaces militants (notamment en ligne) et dans la presse, et que le terme est désormais utilisé pour qualifier toute personne ayant des positions transphobes ou excluant les personnes trans, sans lien avec le féminisme radical : « il est appliqué aux personnes qui ne sont pas militantes féministes et ne se définiront jamais comme féministes ; il est utilisé pour qualifier des gens qui peuvent être féministes, mais ne seront jamais féministes radicales ; c'est devenu un raccourci pour transphobe. » Mackay regrette également que le féminisme radical soit presque systématiquement associé à la transphobie dans le débat mainstream, effaçant ainsi les nuances entre les différents courants (lesbianismes politiques, féminismes culturels, séparatismes, abolitionnismes du genre…).

### Opposition à l'appellation TERF
Les féministes qui sont qualifiées de TERF considèrent ce terme comme une insulte,,. Certaines se voient comme « critique[s] du genre »,,,,.
La chroniqueuse britannique Sarah Ditum (en) estime en 2017 que « la barre pour être qualifiée de TERF est remarquablement basse. » La blogueuse britannique Claire Heuchan, critiquant la décision de l'université de Cambridge de désinviter la féministe lesbienne Linda Bellos à la suite de son propos selon lequel l'agenda trans est d'affirmer la suprématie masculine, a écrit que ce mot était souvent utilisé en même temps qu'une « rhétorique violente (…) pour déshumaniser les femmes qui critiquent le concept de genre. » Elle déclare également que la rhétorique violente est omniprésente et que le terme TERF contribue à minimiser le rôle des hommes comme véritables auteurs des violences à l'égard des femmes et des personnes trans. Cet avis est partagé au sein du mouvement trans lui-même, et la journaliste Beth Desmond considère que les personnes trans n'ont rien à gagner d'un vocable trop violent, à propos d'un extrait de Mortal Kombat posté sur YouTube, et dans lequel son personnage poignarde la catcheuse Ronda Rousey, avec la légende « ce que je fais aux terfs,. »
Dans la présentation d'une série d'essais sur « les identités transgenres », le magazine britannique The Economist demande en juillet 2018 aux auteurs « d'éviter toute insulte, y compris l'utilisation du terme TERF », affirmant que ce mot est utilisé pour tenter de faire taire les opinions et parfois pour inciter à la violence. Le Monde qualifie aussi le terme de péjoratif.
En août 2018, sept philosophes britanniques écrivent sur le site Daily Nous que deux articles de Rachel McKinnon et de Jason Stanley (en) publiés dans la revue Philosophy and Phenomenological Research ont normalisé le terme. Ils estiment que celui-ci est « au pire insultant et au mieux péjoratif »,.
Certaines féministes radicales utilisent la dénomination gender critical (critique du genre). Finn Mackay (en) la définit ainsi : « "critique du genre" est un terme utilisé par celles et ceux qui critiquent ce qu'ils appellent l'idéologie du genre ou l'idéologie trans et qui sont, de manière générale, opposés à la libéralisation des lois concernant la reconnaissance sexuelle et du genre, et opposés à l'inclusion des femmes trans dans de nombreux espaces de femmes. » Selon Claire Thurlow, bien que ce changement de terminologie soit présenté comme une manière de rejeter la transphobie ouverte des débuts du mouvement TERF, les idées restent les mêmes.
Pour marquer leur différence avec les mouvements féministes, certaines comme Marguerite Stern préfèrent se qualifier de « femelliste ».

### Réponses à l'opposition et question des personnes transmasculines
Certaines féministes qui se décrivent comme critiques du genre affirment qu'elles ne peuvent pas être décrites comme trans-exclusives, puisqu'elles déclarent inclure les hommes transgenres, qu'elles considèrent comme étant des femmes,,. Cependant, il semble constant que les TERF, tout en cristallisant plus de tensions autour des femmes trans (qu'elles excluent totalement de leurs combats), ne défendent pas les hommes trans en tant que personnes trans, mais en les percevant comme des femmes. Elles les incluent dans les personnes à défendre au nom du féminisme sans considérer leur identité de genre, considérant que, si les femmes trans seraient particulièrement à blâmer parce qu'elles insulteraient les femmes biologiques et utiliseraient des marqueurs caricaturaux du féminin, les hommes trans seraient également en tort en reproduisant une forme de rejet du féminin, de domination masculine et, selon certaines, de validation de stéréotypes de genre.

## Contexte politique et culturel
La question de l'inclusion des femmes trans est débattue au sein des mouvements féministes depuis les années 1960, durant la deuxième vague du féminisme. Cette controverse s'inscrit dans des débats plus larges sur les rapports de pouvoir entre les femmes et les différences en matière de race ou de classe sociale.
Dans les années 2010, la visibilité médiatique des personnes trans s'accroît au Royaume-Uni et aux États-Unis, avec certaines personnalités comme Laverne Cox ou Caitlyn Jenner, tandis que parmi la génération Z (née à la fin des années 1990 et début 2000), la diversité et la fluidité des identités de genre est de plus en plus importante. En réponse, l’Église catholique et les groupes partisans du conservatisme sociétal dénoncent ce qu'ils appellent la « théorie du genre » ou « l'idéologie du genre ». Ce faisant, ils reprennent des termes déjà utilisés par les féministes radicales, mais employés dans un sens profondément différent : l'Église et la droite défendent une vision traditionnelle de la famille nucléaire hétérosexuelle au sein de laquelle les différences de genre seraient naturelles et complémentaires, et l'idée que le genre découlerait naturellement des caractéristiques sexuelles, tandis que les féministes radicales gender critical s'opposent aux approches assimilant le sexe au genre (sans distinction entre sexe et genre) et invisibilisant les oppressions basées sur le sexe.
Dans les années 2010-2020, les débats autour des personnes trans deviennent de plus en plus âpres et trouvent un écho dans la presse et les médias, en particulier au Royaume-Uni, aux États-Unis et dans le reste de l'Europe. Il est notamment question de toilettes non genrées (en), de vestiaires ou encore des aspects médicaux des transitions de genre, particulièrement pour les enfants et adolescents trans. « Dans les médias, cela est souvent réduit à un combat entre les féministes et les personnes transgenres, particulièrement entre les femmes trans et […] le féminisme radical ».

## Situation politique des TERF
Des groupes TERF se sont rapprochés de mouvements conservateurs (aux États-Unis et au Royaume-Uni) dans un contexte général de lois anti-trans,, ou ont vu leur discours repris par ces mouvements conservateurs et l'extrême droite. Des liens existent entre des organisations féministes excluant les femmes trans et des organisations de la droite conservatrice chrétienne américaine (comme l'ONG Family Research Council ou la Heritage Foundation). Dans certains cas, ce rapprochement est une stratégie assumée de la part des conservateurs afin de fragiliser le mouvement LGBT+ en le divisant, certaines sensibilités défendant par exemple les droits de la communauté homosexuelle, la diversité et la fluidité des orientations sexuelles, sans soutenir les revendications trans et sur l'identité de genre. De façon générale, diviser le progressisme et le féminisme peut profiter aux conservateurs et antiféministes. Selon le sociologue Emmanuel Beaubatie, qui considère les femmes trans comme des femmes, les TERF n'en sont pas consciemment complices mais stigmatisent la transidentité par laquelle des sujets qu'elles jugent masculins corrompraient leurs combats et ne s'attaquent ainsi pas à ceux qui les oppriment en réalité, éludant le caractère intersectionnel du féminisme par un conflit entre populations dominées qui ne profite pas aux femmes.

## Mouvements TERF en Occident

### Au Royaume-Uni

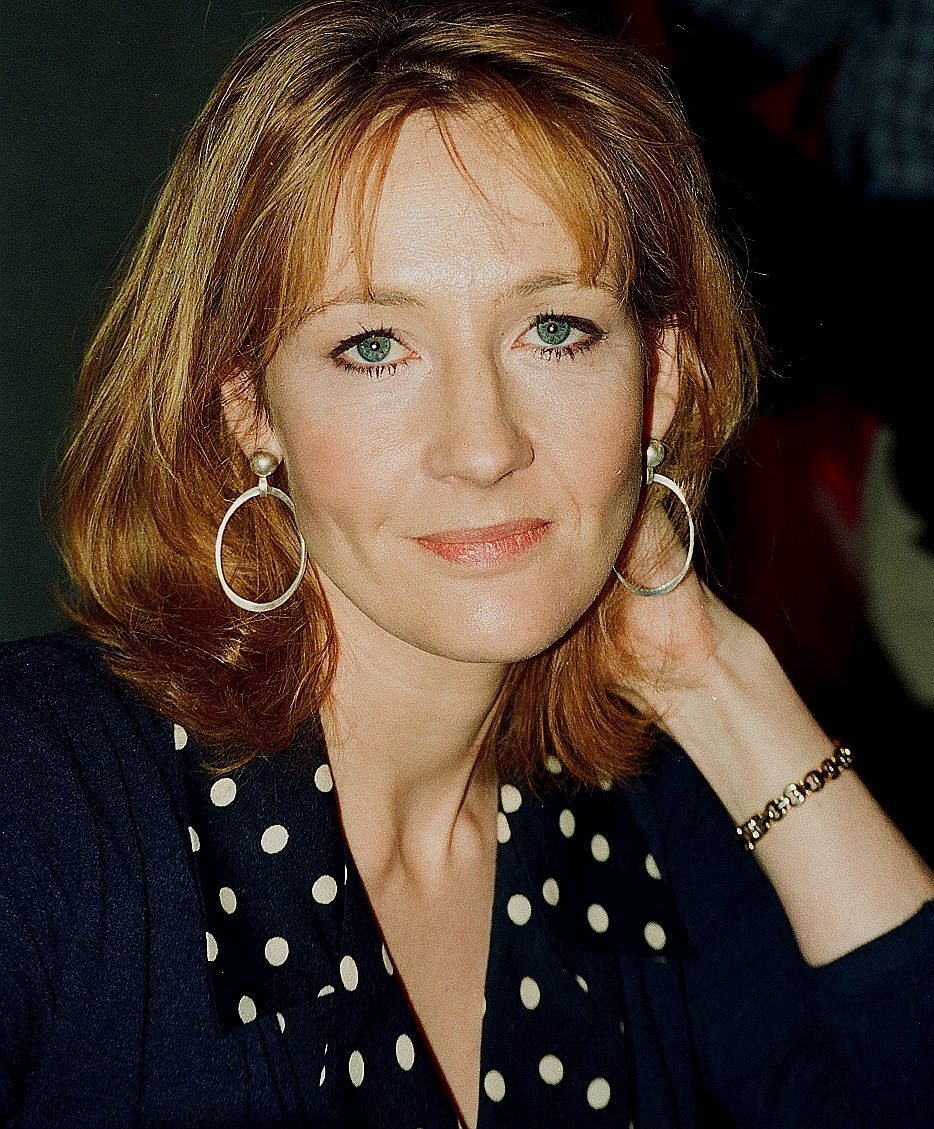
J. K. Rowling.

Le mouvement TERF naît au Royaume-Uni et y est relativement puissant,, en particulier dans la presse,,. Il s'est allié à des groupes conservateurs aux États-Unis pour bloquer l'évolution de la législation en faveur des personnes trans,,,,. À la fin des années 2010, alors que le gouvernement britannique révise le Gender Recognition Act de 2004 (qui autorise la transition de genre), les groupes LGBT+ et des groupes féministes anti-trans s'opposent lors de conférences et de manifestations. Des meetings sont bloqués et des cas d'altercations physiques entre militants des deux bords sont rapportés. Certaines militantes souhaitaient que toute la législation reconnaissant les personnes trans soit abolie. Finn Mackay décrit la situation comme un conflit qui escalade, et parle même de guerre idéologique ou « gender wars » : « nous sommes arrivés à l'étape du "soit vous êtes avec nous, soit vous êtes contre nous" ».
Le 20 juin 2020, sur Twitter, J. K. Rowling provoque la colère des militants trans en insistant pour identifier les termes « femme » à « personne qui a des règles », dans une réaction à un article. Elle critique l'emploi dans un tweet de l'expression « personne qui a des règles » à la place du mot « femme », expression motivée par la personne qui l'employait par le fait que les femmes trans n'ont pas de règles, ou que certaines personnes, qui ont des règles, ne s'identifient pas en tant que femmes (non-binaires ou hommes trans),. Elle a été ensuite menacée de viol et de mort,. Elle a par ailleurs apporté son soutien, à la chercheuse Maya Forstater (en), dont les opinions sur les personnes trans, exprimées à l'occasion de la discussion du Gender Recognition Act, ont été, dans un premier temps, jugées « indignes » par un tribunal londonien,,, avant renversement lors d'un appel, les jugeant finalement « idées philosophiques protégées par la loi ». J.K. Rowling se dit engagée en faveur des femmes et est considérée comme une icône mondiale de premier plan du mouvement TERF,, bien qu'elle rejette elle-même cette caractérisation.
L'association britannique LGB Alliance, qui adapte le terme LGBT à l'exclusion de la mention de l'identité de genre, nie être transphobe, mais s'oppose aux droits des personnes trans, qu'elle qualifie « d’extrémistes du genre ».
En mars 2023, la militante Kellie-Jay Keen-Minshull dite Posie Parker doit annuler une tournée de conférences Let Women Speak en Nouvelle-Zélande après avoir fondé le 5 février 2023 le mouvement du même nom, ses positions étant jugées transphobes. L'entreprise qui imprimait ses stickers, T-Shirts et affiches arrête de collaborer avec elle en raison de la teneur jugée transphobe de ses slogans en février 2023.
Le 16 avril 2025, la Cour suprême britannique juge, dans l'arrêt For Women Scotland Ltd v The Scottish Ministers « que les termes "femme" et "sexe" dans la loi sur l'Égalité de 2010 se réfèrent à une femme biologique et à un sexe biologique » au Royaume-Uni. Cependant, la Cour ajoute: « son interprétation [de l'arrêt] ne devait pas priver les personnes transgenres de leur protection » s'agissant de la discrimination fondée sur le changement de genre.

### Aux États-Unis

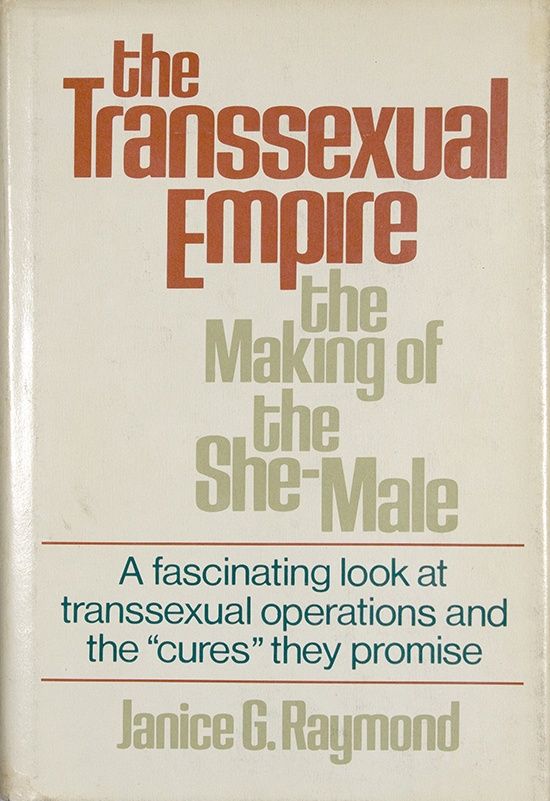
L'ouvrage de Janice Raymond, The Transsexual Empire, paru en 1979 aux États-Unis.

Si l'inclusion des femmes trans est débattue entre féministes depuis la décennie précédente, l'ouvrage de Janice G. Raymond The Transsexual Empire positionne pour la première fois en 1979 les femmes trans comme des sujets masculins violents infiltrant les espaces féminins et s'appropriant le corps des femmes.
Des liens importants existent entre les militantes TERF britanniques et américaines.
La journaliste et militante canadienne TERF Meghan Murphy est bloquée par Twitter pour avoir qualifié la femme trans Jessica Yaniv (en) d’homme, et avoir utilisé son morinom. Son recours auprès de la cour de Californie échoue.
Dans un spectacle en 2021, l'humoriste Dave Chappelle s'autoproclame TERF et prend la défense de J. K. Rowling. Les médias comme Télérama notent qu'il s'agit d'une blague fondée sur le fait qu'en réalité, Dave Chappelle est transphobe et homophobe mais n'est pas féministe,, cette confusion qui s'affirme dans le langage courant en assimilant tout discours transphobe à l'idéologie TERF.

### En Allemagne
Le magazine allemand Die Tageszeitung réagit aux commentaires transphobes du magazine féministe Emma, notamment l'évocation du morinom de la députée trans Tessa Ganserer, et l'affirmation qu’elle « prend la place d’une vraie femme » dans le cadre des quotas imposés aux partis allemands[source secondaire nécessaire]. La journaliste féministe Alice Schwarzer, rédactrice en chef du magazine Emma et autrice d'un livre sur la transidentité, a été qualifiée de TERF,.

### En France

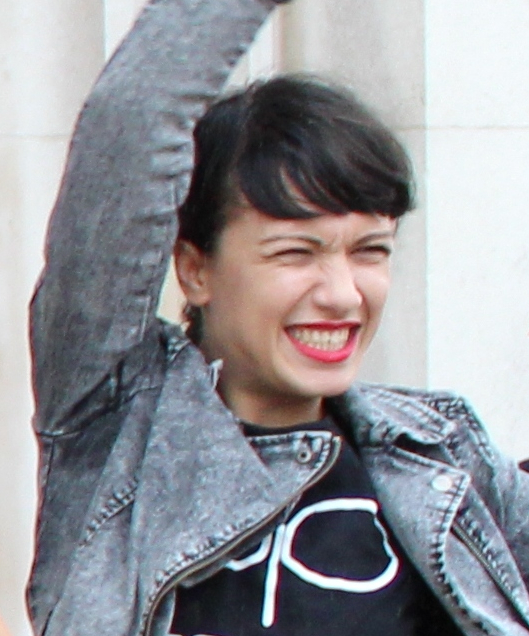
Marguerite Stern.

En France, Marguerite Stern (ancienne Femen et fondatrice du mouvement Collages féminicides), puis d'autres colleuses se réclamant non de l'essentialisme mais du féminisme matérialiste et universaliste, déclenchent en 2020 une polémique. Marguerite Stern considère que les stéréotypes de genre sont renforcés par ce qu'elle qualifie de transactivisme et qu'il y aurait un continuum avec l'idée patriarcale que, d'une part, un homme de genre jugé féminin n'a pas le droit d'avoir cela pour identité mais est une femme, et d'autre part, que les femmes n'ont pas le droit de se définir sur une base excluant les marqueurs stéréotypés. 

Elle dit lors d'un débat animé sur les réseaux sociaux qu'elle n'est pas une personne à vulve mais une femme, c'est-à-dire qu'elle est définie par son anatomie féminine, et que les femmes biologiques subissent dès avant leur naissance des discriminations que les personnes transféminines ne peuvent absolument pas partager et comprendre. Elle est qualifiée par des féministes intersectionnelles de TERF après qu'elle a déclaré :

« Je suis pour qu’on déconstruise les stéréotypes de genre, et je considère que le transactivisme ne fait que les renforcer. J’observe que les hommes qui veulent être des femmes se mettent soudainement à se maquiller, à porter des robes et des talons. Et je considère que c’est une insulte faite aux femmes que de considérer que ce sont les outils inventés par le patriarcat qui font de nous des femmes. Nous sommes des femmes parce que nous avons des vulves. C’est un fait biologique,. »

Stern est soutenue par la sénatrice socialiste Laurence Rossignol qui affirme que « le changement de logiciel pour réexaminer le féminisme à travers la transsexualité n’aboutit qu’à invisibiliser les femmes. » Marguerite Stern regrette également une focalisation sur la transidentité aux dépens de la visibilité des enjeux féministes qu'elle y oppose et déplore que les femmes biologiques en lutte pour leurs droits soient réduites au silence.
Marguerite Stern cosigne ensuite avec la sociologue Christine Delphy (une féministe matérialiste notoirement opposée aux personnes trans), l'essayiste Fatiha Boudjahlat et d'autres, une tribune hostile au féminisme trans. Cette tribune est initialement publiée sur le Huffington Post, puis dé-publiée par la rédaction qui la qualifie de transphobe,.
Le sociologue Emmanuel Beaubatie analyse cet affrontement en décalage avec les approches intersectionnelles qui mettent l'accent sur l'hétérogénéité des groupes de femmes. Pour lui, le discours TERF montre que le sexisme (ou cissexisme) anime la transphobie ; le discours des féministes TERF n'est pourtant pas représentatif d'une société dans laquelle se « développe une norme d'acceptation des trans et […] de la non-conformité de genre » ; il « témoigne d'une irrépressible crainte de l'anéantissement des mouvements féministes », mais « se trompe d'ennemi. L'ennemi, c'est le patriarcat ». Beaubatie estime également que le militantisme des TERFs contre les droits des personnes trans relève d'un « conflit entre populations dominées : parce qu'elles sont opprimées, certaines féministes se sentent aisément menacées et s'en prennent à d'autres femmes - ici, les femmes trans - plutôt qu'aux réels oppresseurs. ». 
La philosophe féministe Pauline Clochec dit que le mouvement TERF est absurde car son affirmation d'une féminité fondée sur la définition biologique, même si elle souhaite en détacher les rôles genrés imposés par le patriarcat, reprend la nature reproductrice qui serait la première façon dont le patriarcat essentialise et opprime les femmes. Les TERF, qui soutiennent la définition de la femme fondée sur le sexe, quand bien même elles soutiennent une liberté de genre, sont présentées par les critiques comme en rupture avec des décennies de sociologie féministe, notamment avec le concept de femellisme revendiqué par Dora Moutot qui se rapproche de milieux d'extrême droite. Ce terme, fondé sur l'idée que les femmes sont des femelles adultes humaines et vice-versa, désigne l'essentialisme dans la définition du féminin en sa forme spécifiquement construite contre la transidentité et ce que les TERF nomment le transgenrisme. Des critiques pensent qu'il ne s'agit pas de féminisme, et Dora Moutot elle-même ne privilégie pas ce dernier terme. Si les TERF semblaient exclure toutes les personnes qu'elles ne perçoivent pas comme des femmes du combat féministe, Constance Lefebvre, du collectif Toutes des Femmes, évoque même une proximité de cet essentialisme qui promeut une vision rigide des rôles de sexes moins avec la misandrie qu'avec le masculinisme, considérant que les TERF sont les « cautions progressistes des réacs » et que leur vision de la défense des femmes affaiblit celle-ci. Le positionnement de Dora Moutot, contrairement à celui de Marguerite Stern, n'intègre pas le souci de combattre les stéréotypes de genre mais se fonde sur l'idée de rôles sexuels complémentaires qui s'oppose à la vision égalitaire et à la liberté sexuelle. Conservatrice et essentialiste sur les questions de santé reproductive, comme le naturopathe anti-médecine Thierry Casasnovas dont elle est personnellement proche, Dora Moutot est aussi en lien avec l'essayiste et militant masculiniste d'extrême droite Julien Rochedy. Déçue par le féminisme actuel et en désaccord avec la vision de l'identité de genre qui y est majoritaire, Marguerite Stern en exprime son rejet et affirme aussi partager des idées de Julien Rochedy.

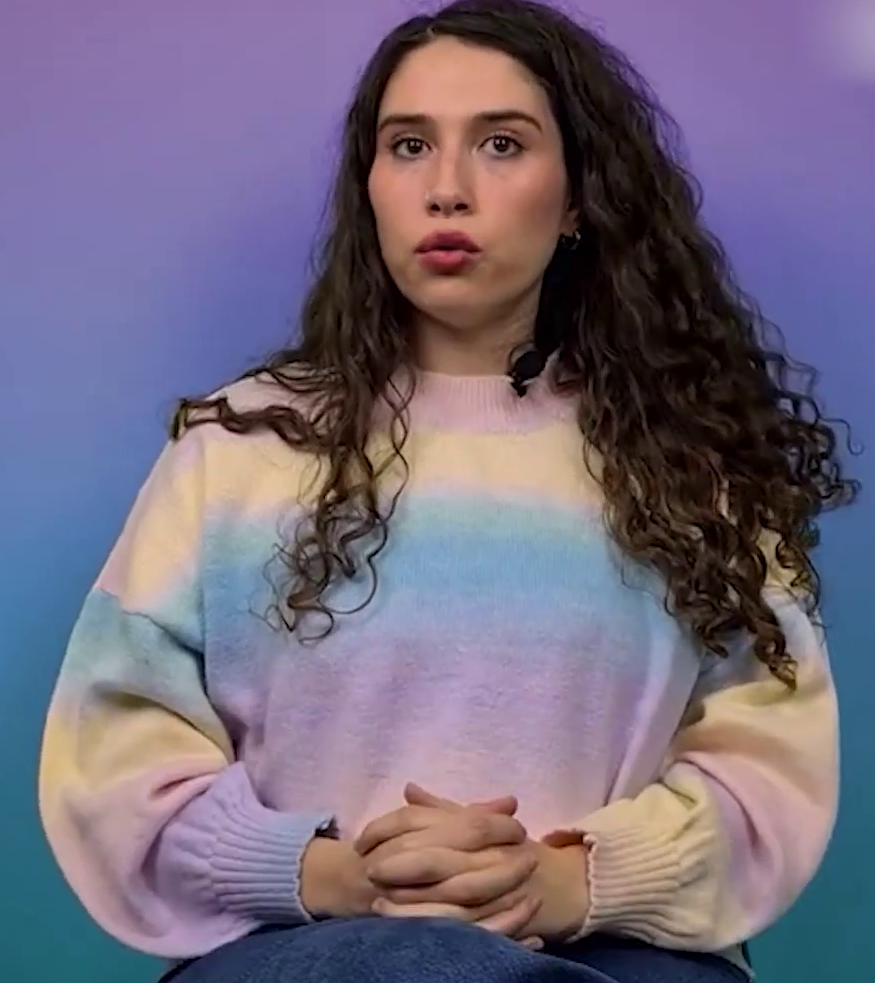
Dora Moutot.

En août 2022, une affiche du Planning familial présentant un homme trans enceint déclenche de vives critiques de la part de l'extrême droite. Plusieurs militantes TERF, comme Marguerite Stern et Dora Moutot, s'y opposent également. Les deux militantes signent dans Marianne une tribune adressée à la Première ministre Élisabeth Borne pour « alerter [sur] la dérive idéologique » du Planning familial. Elles sont ensuite reçues à l'Assemblée nationale par la présidente de la majorité LREM, Aurore Bergé. Celle-ci va alors ajouter le terme "femme" dans le projet de loi sur la constitutionnalisation de l'avortement, empêchant ainsi aux hommes trans d'y avoir accès. Peu après le Conseil d'Etat rend une décision et décrète que toutes les personnes qui peuvent être enceinte peuvent avoir accès à l'avortement en France.
Les milieux transphobes et TERF refusent les formules homme trans et femme trans, qui désignent les personnes sur la base de leur genre autodéterminé, ce qu'ils jugent confus. Ils désignent les personnes transmasculines comme des femmes transmasculines, les personnes transféminines comme des hommes transféminins. En octobre 2022, Dora Moutot s'oppose à Marie Cau lors d'une émission sur France 2, la décrivant comme « un homme transféminin » et suscitant des critiques de la part des autres intervenants. Marie Cau dépose plainte pour « injures publiques envers une personne à raison de son identité de genre ». Cette plainte est soutenue par les associations STOP Homophobie et Mousse. En réponse, une trentaine de personnalités signent une tribune dans Marianne en soutien à Dora Moutot.
Plusieurs médias de gauche, comme Les Jours,   Arrêt sur images, Mediapart ou Libération, mettent en avant la proximité idéologique, et parfois personnelle, de militantes TERF avec des mouvements conservateurs ou d'extrême droite, qui partagent un combat commun contre les droits des personnes trans. C'est le cas notamment de l'Observatoire de la petite sirène ou de l'association Ypomoni. L'extrême droite et divers collectifs féministes identitaires et se réclamant de la biologie, comme le Collectif Némésis, qui relèvent également du catholicisme ethnocentrique et du féminationalisme, opposent le féminisme, qu'ils sont accusés d'instrumentaliser de façon transphobe et raciste, aux personnes trans comme au libéralisme migratoire, et sont par exemple critiqués par Sandrine Rousseau, pour qui cela élude et perpétue la réalité du patriarcat. Réciproquement, l'extrême droite utilise donc un argumentaire centré sur le féminisme pour combattre l'immigration et la libéralisation des droits relatifs au genre, en particulier contre les femmes trans. La députée du Rassemblement national Laurence Robert-Dehault souhaite interroger la législation sur l'autodétermination de genre en la présentant comme incompatible avec la parité pour les mandats et fonctions électives.
En avril 2023, une conférence de Marguerite Stern prévue au Château des ducs de Bretagne à Nantes est annulée sous la pression d'élus et des menaces de militants de venir perturber la conférence.